# Azul Guaita
Azul Guaita Bracamontes (Cidade do México, 21 de julho de 2001) é uma atriz e cantora mexicana, conhecida internacionalmente por interpretar a protagonista Jana Cohen na série Rebelde (2022) da Netflix.

## Biografia
Nascida no México de pai argentino e mãe mexicana, aos 5 anos se mudou com sua família para Santo Domingo, na República Dominicana, onde permaneceu até os 17 anos.
Seu primeiro contato com o meio artístico foi depois de seu primeiro ano de vida, ao participar da telenovela mexicana juvenil Clase 406 sendo a filha da personagem da atriz Sherlyn.
Guaita voltou ao México com 17 anos, buscando oportunidades na área artística. Seu primeiro trabalho creditado foi como Yolotl na segunda temporada da telenovela Mi marido tiene familia.
Em 2022, deu vida a protagonista Jana Gahen na série da Netflix Rebelde, uma continuação da telenovela mexicana Rebelde.

## Filmografia

### Televisão
| Ano     | Título                  | Personagem                                      | Nota(s)       |
| ------- | ----------------------- | ----------------------------------------------- | ------------- |
| 2002-03 | Clase 406               | Juanita Chávez                                  | Não creditada |
| 2018-19 | Mi marido tiene familia | Yolanda "Yololt" Rey / Yolanda "Yolotl" Córcega |               |
| 2019-20 | Soltero con hijas       | Camila Paz Contreras                            | Protagonista  |
| 2020    | La negociadora          | Susana Vega                                     |               |
| 2020    | Súbete a mi moto        | Renata                                          |               |
| 2022    | Rebelde                 | Jana Cohen Gandía                               | Protagonista  |
| 2022-23 | La mujer del diablo     | Daniela Beltrán                                 |               |